# Han är min sång och min glädje
Han är min sång och min glädje är i Sverige en kristen sång med text skriven 1973 av Pelle Karlsson. Det amerikanska originalet, "There Goes My Everything", skrevs av Dallas Frazier och handlar om ett par som separerar. Sången är numera en "country music standard". Sången sjöngs ursprungligen av countrymusikern Jack Greene 1966, men har även sjungits av bland andra Tammy Wynette och Elvis Presley. Anni-Frid Lyngstad gjorde en version 1971 med svensk text av Stikkan Anderson, En gång är ingen gång. Vikingarna  sjöng in en version med den svenska texten 1975.

## Publicerad som
- Nr 353 i Segertoner 1988 under rubriken "Fader, son och ande - Jesus, vår Herre och broder".[1]

## Inspelningar
På albumen:
- The Definitive Gospel insjungen andlig musik med Elvis Presley den engelska texten He is my everything
- Han är min sång och min glädje med Pelle Karlsson 1973.[2]
- Sånger vi gärna minns vol.1 med Samuelsons 1974
- Sånger från hjärtat med Anna-Lena Löfgren 1975
- Jag hörde änglasång med Mia Marianne och Per Filip 1987
- Andliga sånger med Christer Sjögren 1989.[3]
- Landet där solen ej går ner med Hans Martin 2002.[4]
- En salig samling med Magnus Carlson & Brustna hjärtans orkester 1999.[5]

### Fotnoter
1. 1 2  Heinerborg, Karl-Erik; Lennart Jernestrand (1988). Segertoner melodisångbok. Stockholm: Förlaget Filadelfia. Libris 911558
2. ↑  Han är min sång och min glädje / Karlsson, Pelle på Svensk mediedatabas
3. ↑  Andliga sånger / Sjögren, Christer på Svensk mediedatabas
4. ↑  Landet där solen ej går ner / Hans Martin på Svensk mediedatabas
5. ↑  En salig samling : tolkningar av Frälsningsarméns mest önskade sånger på Svensk mediedatabas